# Palau-de-Cerdagne
Palau-de-Cerdagne település Franciaországban, Pyrénées-Orientales megyében. Lakosainak száma 408 fő (2022. január 1.). Palau-de-Cerdagne Alp, Puigcerdà, Toses, Valcebollère, Osséja és Bourg-Madame községekkel határos.

## Népesség
A település népességének változása:
| Lakosok száma | 427  | 409  | 420  | 408  | 412  | 417  | 415  | 412  | 408  |
|               | 2013 | 2015 | 2016 | 2017 | 2018 | 2019 | 2020 | 2021 | 2022 |